# 탈격
탈격(奪格, ablative case, ABL)은 문법적 격의 일종이다. 분리, 이탈, 원인 등을 표시하는데, 간혹 처소나 수단을 의미하기도 한다.
한국어의 '에서'는 동작이 비롯하는 처소를 나타냄으로써 탈격과 처격을 동시에 표지하므로 구분이 모호하며, '(로)부터'는 이탈만을 표지하기는 하나 쓰임이 다소 한정되어 있다.

## 같이 보기
- 격
- 처격